# Arkys tuberculatus
Arkys tuberculatus là một loài nhện trong họ Araneidae.
Loài này thuộc chi Arkys. Arkys tuberculatus được miêu tả năm 1978 bởi Balogh.